# Billy Bremner
William John "Billy" Bremner (9. prosince 1942, Stirling – 7. prosince 1997, Doncaster) byl skotský fotbalista. Hrával na pozici záložníka.Zemřel 7. prosince 1997 ve věku 54 let na infarkt myokardu.
Za skotský národní tým odehrál 54 utkání a vstřelil 3 branky. Zúčastnil se s ním mistrovství světa roku 1974.
S Leeds United dvakrát vyhrál Veletržní pohár, předchůdce Poháru UEFA a Evropské ligy (1967/68, 1970/71), jednou se s ním probojoval do finále Poháru mistrů evropských zemí (1974/75) a jednou do finále Poháru vítězů pohárů (1972/73). Stal se s ním dvakrát mistrem Anglie (1968–69, 1973–74) a roku 1972 v jeho dresu vybojoval FA Cup.
Roku 1970 byl v anketě FWA vyhlášen nejlepším fotbalistou Anglie. V roce 1973 se v anketě o nejlepšího fotbalistu Evropy Zlatý míč umístil na pátém místě, o rok později na devátém.
Po skončení hráčské kariéry se stal trenérem.